# Albon (Drôme)
Albon è un comune francese di 1 771 abitanti situato nel dipartimento della Drôme nella regione del Rodano-Alpi.
È costituito dal villaggio di Saint-Romain-d'Albon e da tre frazioni principali: Saint-Martin-des-Rosiers, Le Creux-de-La-Thine e Saint-Philibert.
Saint-Romain-d'Albon è l'antica Epaon, dove nel 517 di svolse un concilio nazionale della Chiesa cattolica in Borgogna.

## Società

### Evoluzione demografica
Abitanti censiti

## Monumenti e luoghi d'interesse
- Torre di Albon, torre costruita sull'altura nell'VIII secolo.
- Chiesa romanica di San Filiberto e il suon priorato sono stati costruiti nell'XI secolo da monaci provenienti dall'abbazia di Tournus. Essa si compone di una navata a due campate, un'abside semi-circolare e di un portico romanico a tutto sesto sormontato da una vetrata e da un'arcata che contiene la campana. Nel 1230, fu ingrandita di una campata e di un'abside di stile gotico fiammeggiante. I monaci che l'hanno officiata fino al XIII secolo, prima di lasciarne il servizio al clero secolare, vi avevano deposto il cuore di san Filiberto. Numerosi pellegrinaggi hanno avuto luogo fino al 1562, data nella quale le truppe del barone des Adrets, non avendo trovato queste reliquie, distrussero la quasi totalità della chiesa. Ricostruita sommariamente all'inizio del XVII secolo con navata laterale sud, la cappella di Notre-Dame-de-Pitié, essa non ha mai ritrovato la sua architettura del XVI secolo.
- Castello dei Rosiers.
- Castello di Senaud.
- Porta di Chanas (XIV secolo) nella cinta del villaggio di Saint-Romain-d'Albon.
- Chiesa del XIX secolo a Saint-Romain.
- Chiesa del XIX secolo à Saint-Martin-des-Rosiers. Nel 1977, la volta del coro è crollata. Si è allora limitato l'edificio alla navata separandola dalle rovine con una vetrata. Quest'ultima è una delle più grandi vetrate d'Europa.
- Aerodromo e sito aérorétro con il suo museo dell'aviazione ai primordi.

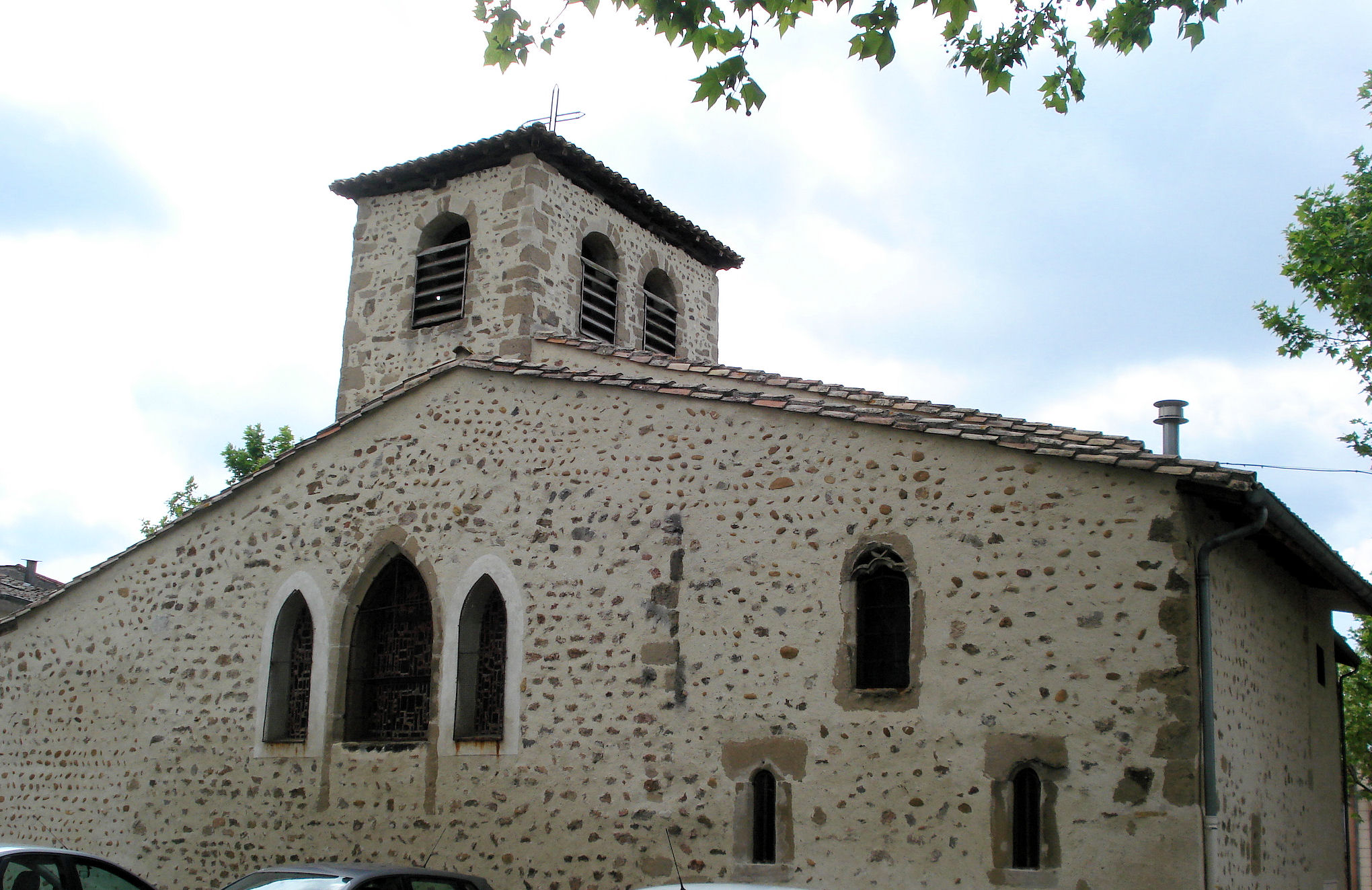
Chiesa di San Romano ad Albon.
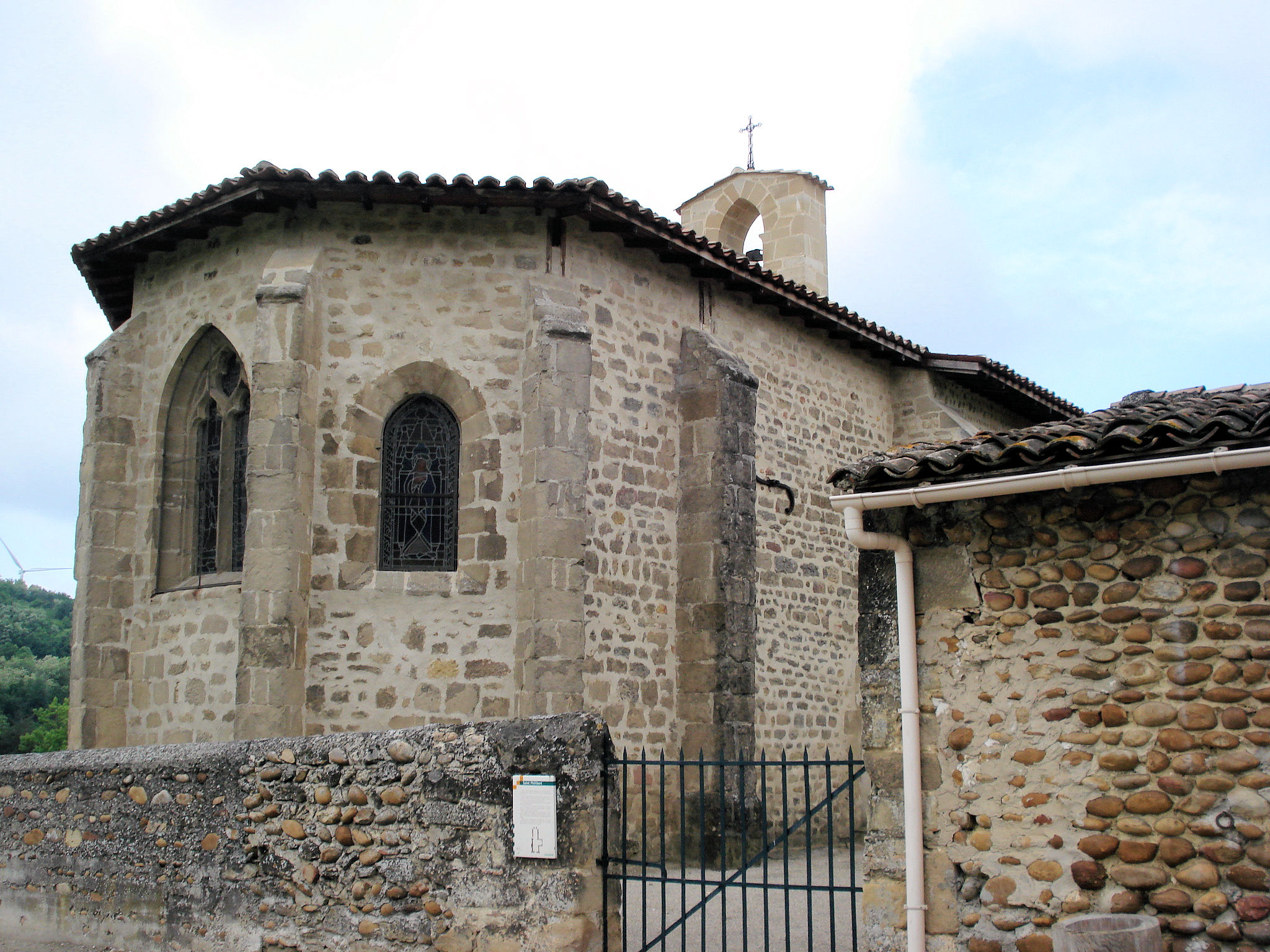
Abside della cappella di San Filiberto.
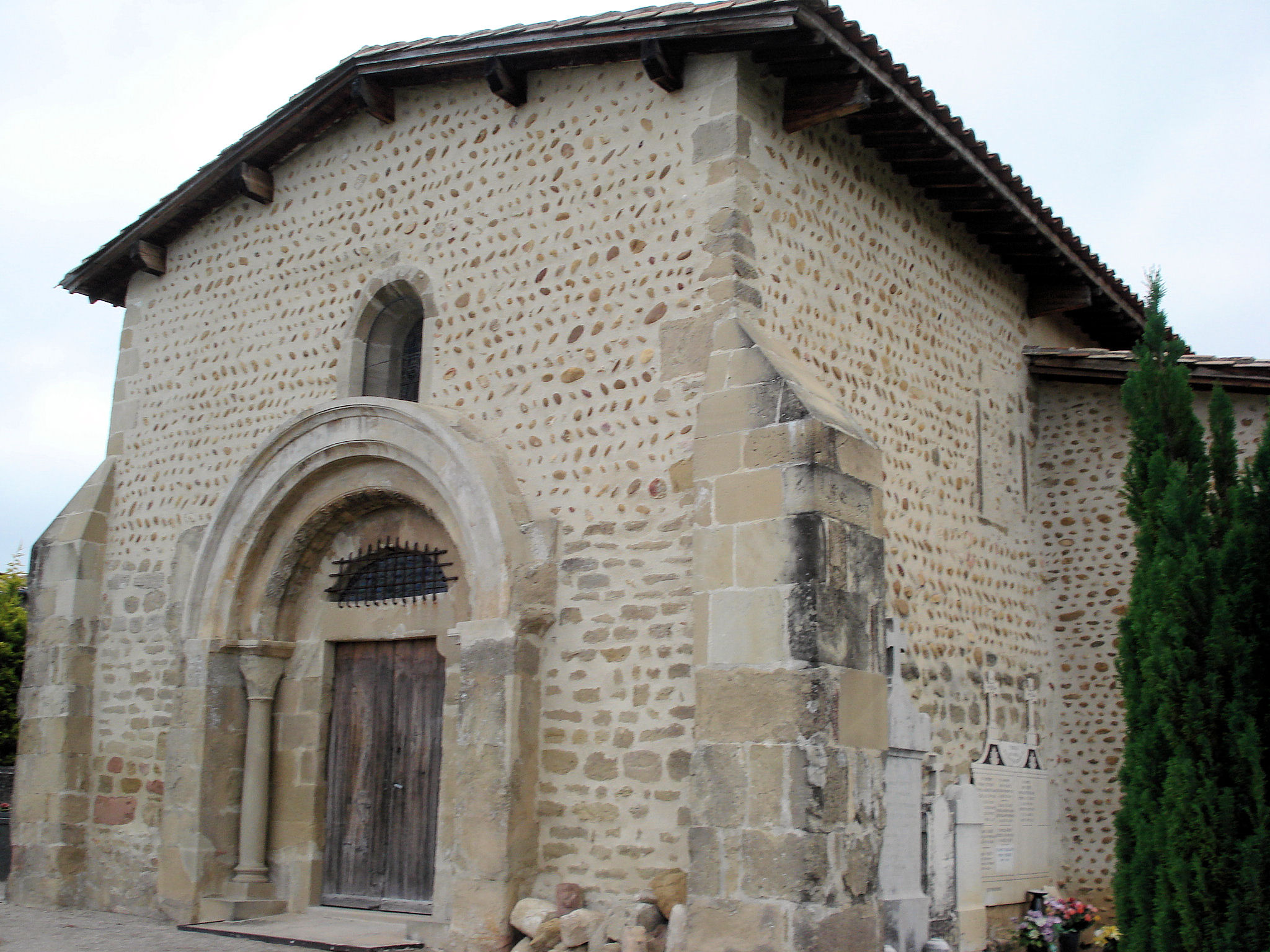
San Filiberto.
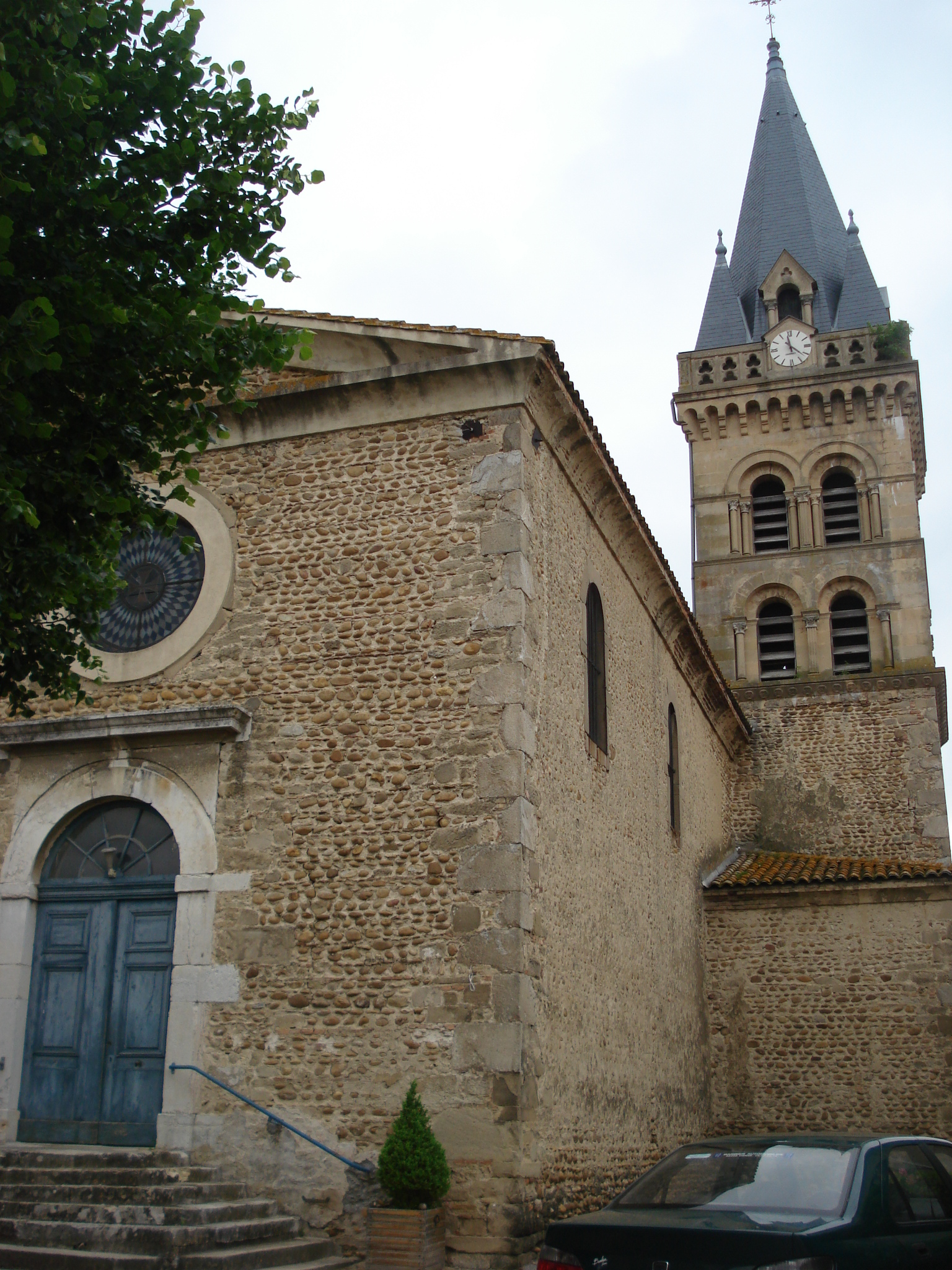
Chiesa di Saint-Martin-des-Rosiers.